# 亞參叻沙

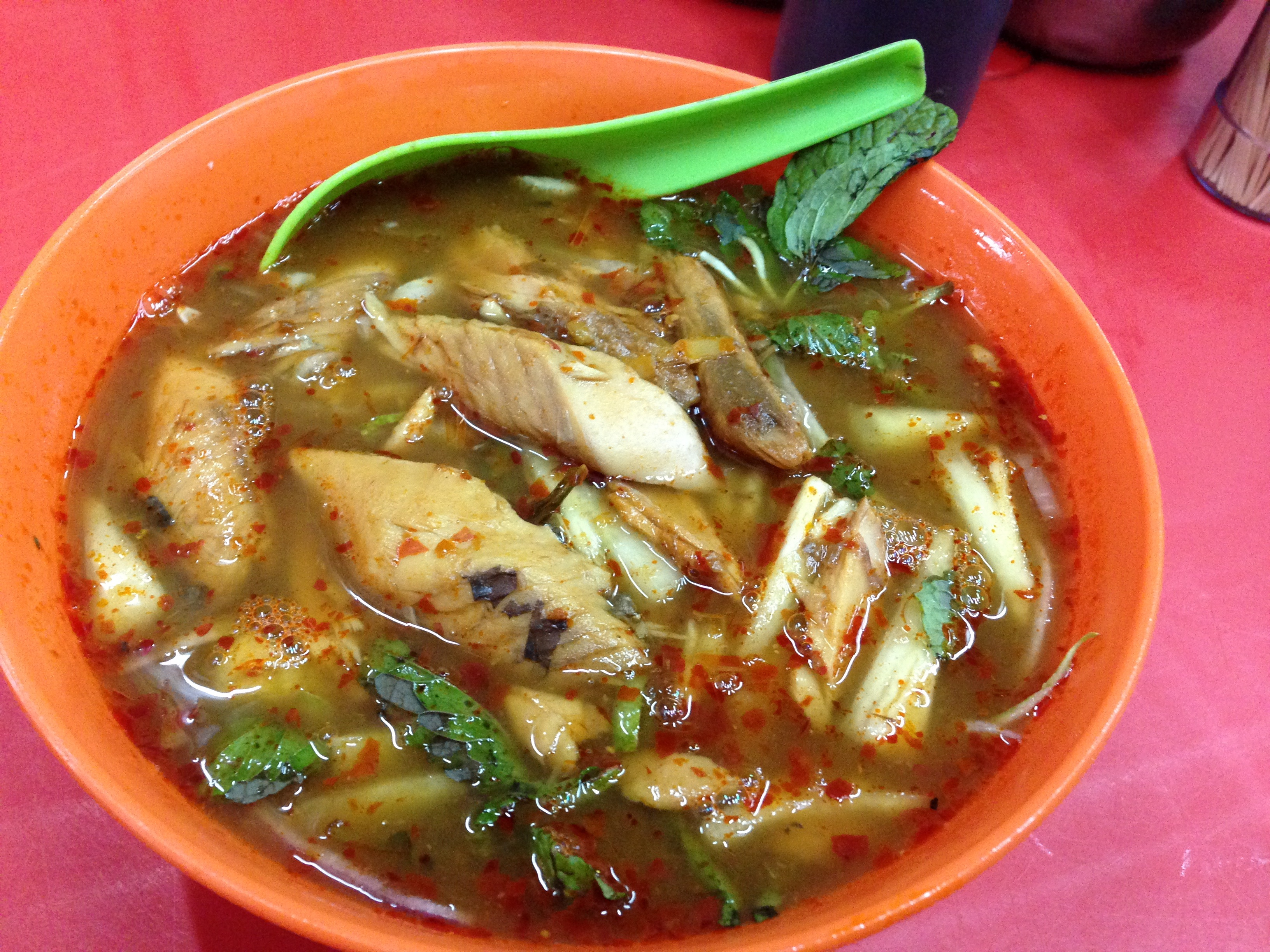
吉隆坡街頭販售的亞參叻沙

亞參叻沙（馬來文：Asam Laksa）為叻沙（Laksa）的其中一種，是馬來西亞檳城的代表性美食，也是該州在觀光活動或美食節中，最常主打的料理之一，在北馬一帶非常受歡迎。該道料理在2011年也被美國有線電視新聞網路（CNN）旗下的旅遊網站CNNgo選為全球50大美食中的第7名。

## 製作過程
亞參叻沙的湯底是用甘文魚(ikan kembung)或馬鮫魚熬製的略帶酸味的濃湯，在熬製過程中，加入薑花、南薑、香茅、紅蔥頭、辣椒、叻沙葉（Daun Kesum）、峇拉煎(Belacan)、用羅望子製成的亞參膏和亞參果片(asam gelugur/asam keping)等。其中「Asam」在馬來文中意味「酸」，也可表示羅望子和亞參果片，它們是亞參叻沙酸味的主要來源。待湯底熬出味道後，將鍋裡的魚撈起，去其骨與頭尾，將魚肉撕成碎細狀，再倒入湯內繼續熬煮。接下來將瀨粉燙熟，放置在碗內，再加上已切成絲或碎片的鳳梨、黃瓜、洋蔥、萵苣、薑花、辣椒等材料，再淋上熬好的湯底，享用時，倒入約一湯匙的蝦膏進行攪拌。蝦膏帶有甜味，倒入越多的蝦膏，甜味就越明顯。但並不是所有地方的人在享用亞參叻沙時，都會加入蝦膏，如江沙叻沙（Kuala Kangsar Laksa）是不加入蝦膏的。為因應不同地方人民的口味，各地所販售的亞參叻沙，其酸度、辣度和甜度都會有所差異，不過相較於咖哩叻沙(Curry Laksa)、砂拉越叻沙(Sarawak Laksa)和東海岸叻沙(Pantai Timur Laksa)，亞參叻沙的味道是較酸也較辣。

## 分類

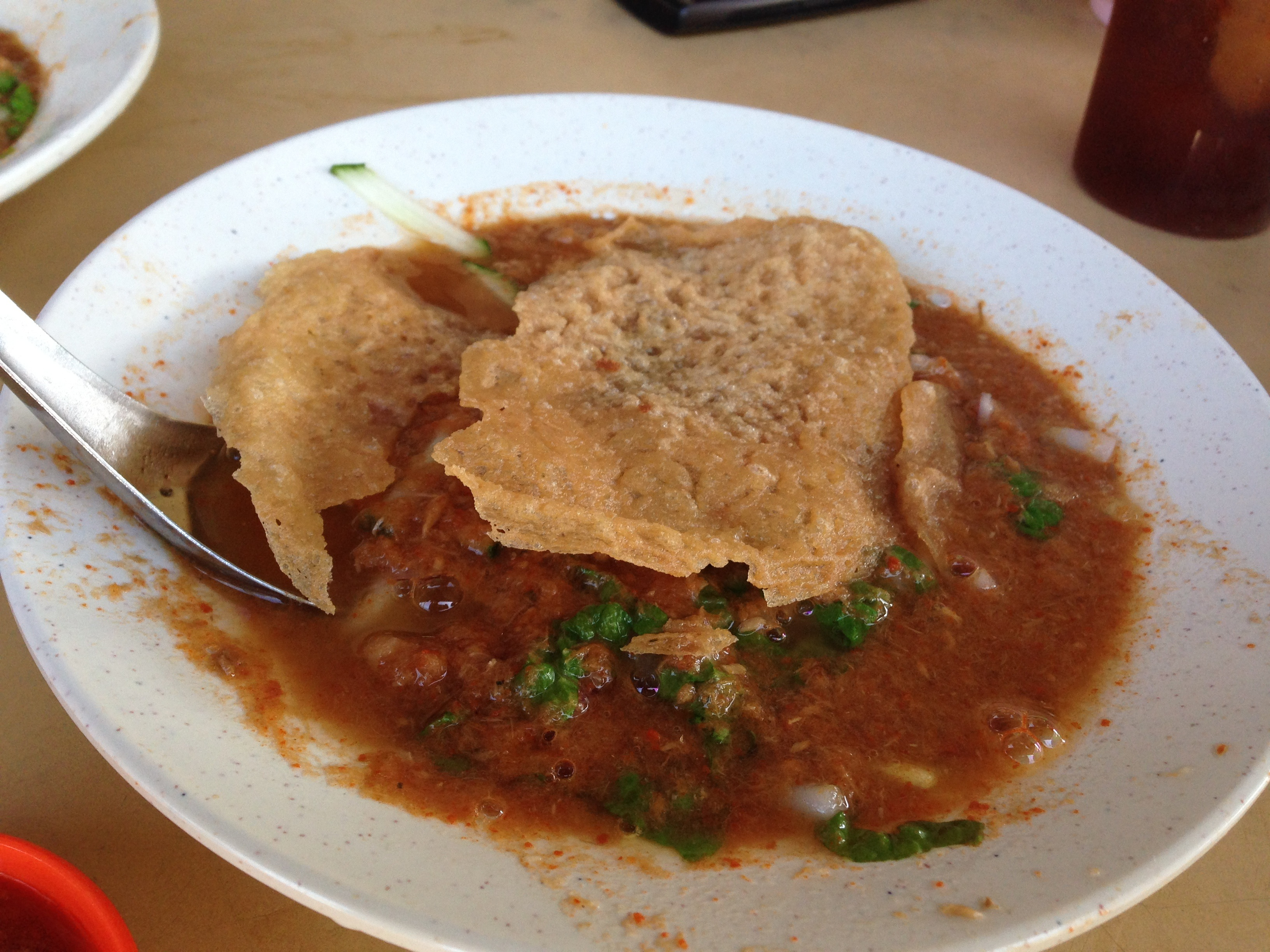
北馬峇眼三目販售的亞參叻沙通常會加上蝦餅

### 檳城叻沙（Penang Laksa）
為亞參叻沙的主要形式，一般馬來西亞人口中所指的亞參叻沙多指檳城叻沙，主要源自於馬來西亞西北部的檳城，并可在吉打南部和霹雳北部找到，是當地最具代表性的傳統美食之一。在2011年被美國有線電視新聞網絡（CNN）旗下的旅遊網站CNNgo選為全球50大美食中第7名的叻沙就是指檳城叻沙。不過因檳城人比較重口味，所以他們在享用亞參叻沙時，會倒入較多的蝦膏，攪拌後的顏色也較深。

### 玻璃市叻沙（Perlis Laksa）
源自玻璃市港口（Kuala Perlis），做法和味道與檳城叻沙相似，不過當地人多使用鯰魚和鰻魚來熬製湯頭，配料不加入鳳梨而改用水煮蛋，享用前會擠上酸柑汁而非蝦膏。

### 吉打叻沙（Kedah Laksa）

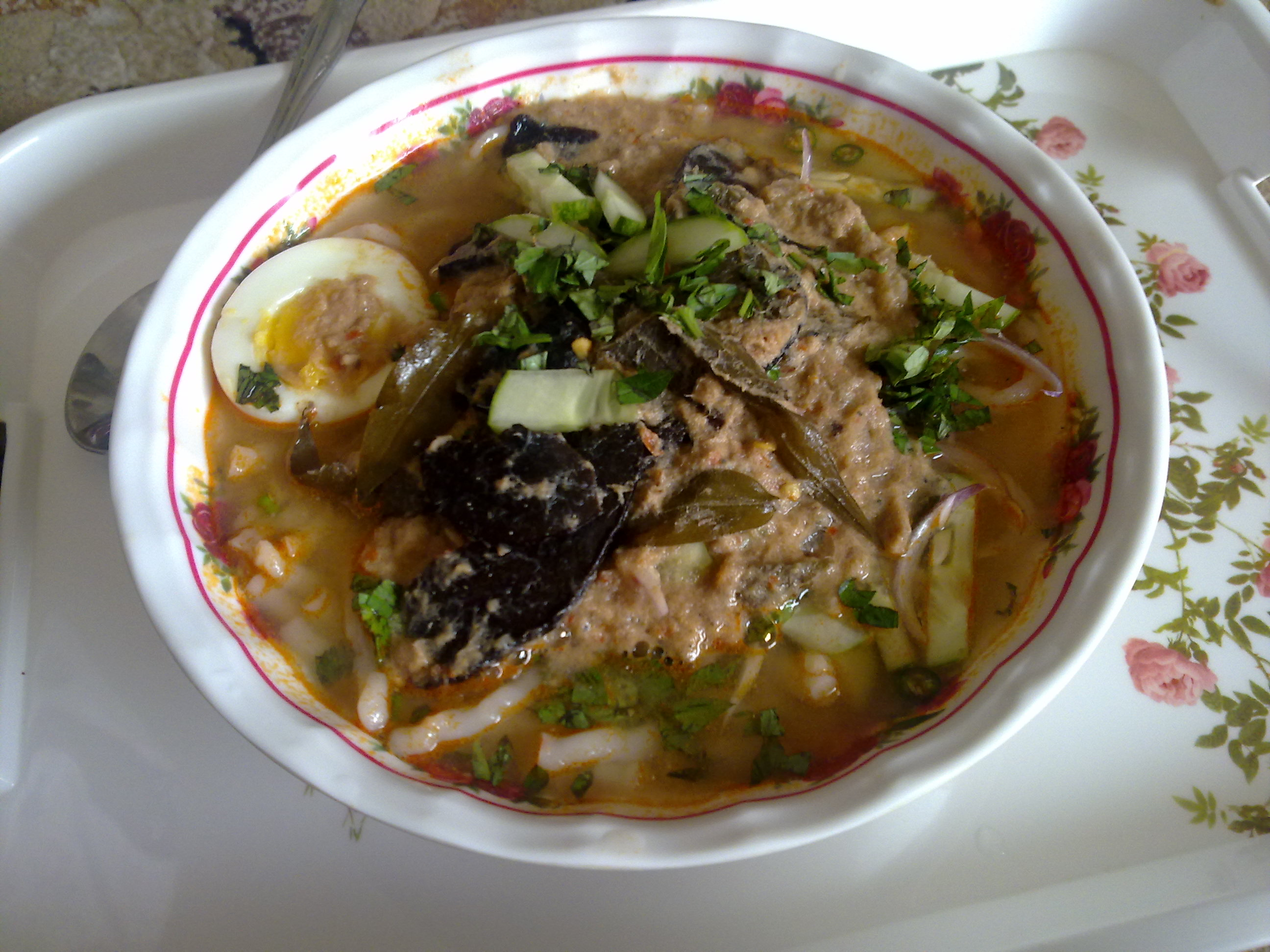
吉打叻沙

流行於吉打州北部的馬來社區，味道和做法與檳城叻沙相似，不同的是吉打叻沙的配料會加上一顆水煮蛋，享用前會擠上酸柑汁而非蝦膏。

### 怡保叻沙（Ipoh Laksa）
流行於怡保的華人社區，口味和外形接近檳城叻沙，最大的不同是湯味較酸，會加入蝦膏。

### 江沙叻沙（Kuala Kangsar Laksa）
與鄰近的怡保叻沙有很大的不同，江沙叻沙不加入蝦膏，湯味較為清淡。最大的特色是麵條使用麥粉用手搓成，與其他使用白米製成的麵條有很大口感差異。當地市政府在霹靂河河岸建造一座專售江沙叻沙和煎蕊（Cendol）的美食中心（Kompleks Cendol dan Laksa），作為當地的旅遊賣點。